# Walter Fries
Walter Fries, nemški general, * 22. april 1894, † 6. avgust 1982.